# Зыковы (Орловский район)
 Зыковы  — деревня в Орловском районе Кировской области. Входит в состав Орловского сельского поселения.

## География
Расположена на расстоянии примерно 24 км по прямой на запад-северо-запад от райцентра города Орлова.

## История
Известна с 1678 года как починок на Тохтинском Раменье с 5 дворами. В 1763 73 жителя, в 1802 здесь 8 дворов. В 1873 году здесь (починок Тохтинского Раменья или Зыковы) дворов 20 и жителей 146, в 1905 году (починок Тохтинское Раменье или Зыковы) 24 и 165, в 1926 (деревня Зыковы или Тохтинское Раменье) 33 и 159, в 1950 (Зыковы) 26 и 63, в 1989 23 жителя. Настоящее название утвердилось с 1939 года. С 2006 по 2011 год входила в состав Тохтинского сельского поселения.

## Население
Постоянное население составляло 10 человек (русские 90%) в 2002 году, 4 в 2010.